# Monstra

Logo des Festivals

Die Monstra ist ein internationales Filmfestival für Animationsfilme und findet jedes Jahr im März in der portugiesischen Hauptstadt Lissabon statt.

## Geschichte
Das Festival fand erstmals im Jahr 2000 statt und wuchs seither zu einem der bedeutendsten Filmfestivals Lissabons.

## Wettbewerbe
Im Festival gibt es momentan vier Wettbewerbe:
- Internationaler Wettbewerb für nationale und internationale Filme, die im laufenden oder vorangegangenen Jahr fertiggestellt wurden. In geraden Jahren widmet sich der Wettbewerb Kurzfilmen, in ungeraden langen Filmen.
- Studenten
- Superkurzfilme
- Nationaler Wettbewerb

Preise werden derzeit in zwölf Kategorien vergeben.

## Spielstätten
Die Festivalfilme werden derzeit im Cinema São Jorge, im Cinema City Alvalade, im Fnac in den Armazéns do Chiado und im Einkaufszentrum Cascais Shopping, bei der Fundação Calouste Gulbenkian sowie im Museu da Marioneta gezeigt.